# Toshifumi Hinata
 (mai 2022).
La mise en forme du texte ne suit pas les recommandations de Wikipédia : il faut le « wikifier ».
Les points d'amélioration suivants sont les cas les plus fréquents. Le détail des points à revoir est peut-être précisé sur la page de discussion.
- Les titres sont pré-formatés par le logiciel. Ils ne sont ni en capitales, ni en gras.
- Le texte ne doit pas être écrit en capitales (les noms de famille non plus), ni en gras, ni en italique, ni en « petit »…
- Le gras n'est utilisé que pour surligner le titre de l'article dans l'introduction, une seule fois.
- L'italique est rarement utilisé : mots en langue étrangère, titres d'œuvres, noms de bateaux, etc.
- Les citations ne sont pas en italique mais en corps de texte normal. Elles sont entourées par des guillemets français : « et ».
- Les listes à puces sont à éviter, des paragraphes rédigés étant largement préférés. Les tableaux sont à réserver à la présentation de données structurées (résultats, etc.).
- Les appels de note de bas de page (petits chiffres en exposant, introduits par l'outil «  Source ») sont à placer entre la fin de phrase et le point final[comme ça].
- Les liens internes (vers d'autres articles de Wikipédia) sont à choisir avec parcimonie. Créez des liens vers des articles approfondissant le sujet. Les termes génériques sans rapport avec le sujet sont à éviter, ainsi que les répétitions de liens vers un même terme.
- Les liens externes sont à placer uniquement dans une section « Liens externes », à la fin de l'article. Ces liens sont à choisir avec parcimonie suivant les règles définies. Si un lien sert de source à l'article, son insertion dans le texte est à faire par les notes de bas de page.
- La présentation des références doit suivre les conventions bibliographiques. Il est recommandé d'utiliser les modèles {{Ouvrage}}, {{Chapitre}}, {{Article}}, {{Lien web}} et/ou {{Bibliographie}}. Le mode d'édition visuel peut mettre en forme automatiquement les références.
- Insérer une infobox (cadre d'informations à droite) n'est pas obligatoire pour parachever la mise en page.

Pour une aide détaillée, merci de consulter Aide:Wikification.
Si vous pensez que ces points ont été résolus, vous pouvez retirer ce bandeau et améliorer la mise en forme d'un autre article.
Toshifumi Hinata (日向 敏文, Hinata Toshifumi), né le 23 février 1955 à Tokyo, est un pianiste et compositeur japonais du genre New Age. Son jeune frère est Daisuke Hinata (ja), producteur de musique, compositeur et claviériste. Il a composé une quinzaine d'album dont "Broken belief" sorti en 2019, ainsi que des musiques pour des artistes divers et des séries télévisées.

## Biographie
Après l'obtention de son diplôme au lycée Gakushuin en 1973, il part en Angleterre. Un an plus tard il quittera l'Angleterre pour continuer ses études aux États-Unis. Il étudie au Northland College dans l'état du Wisconsin puis au Berklee College of Music de Boston de 1977 à 1979 et pour finir à la University of Minnesota Duluth dont il sortira diplômé en 1982 après y avoir approfondi le piano classique, la théorie musicale et la composition.
En 1983 il retourne au Japon ou il sortira son premier album Sarah's Crime en 1985 avec la maison Alpha Records (ja). 
Il continuera de créer de la musique pour des artistes tels que Miho Nakayama, Le Couple, Takako Matsu, KOKIA, Yuko Takeuchi, Diana Ross.
Toshifumi composera aussi des musiques pour des séries télévisées comme Tokyo Love Story (ja), Au nom de l'amour (ja). Il travaillera sur de nombreux Gekitomo (ja) tels que Under the One Roof (ja).
Depuis il a composé des dizaines d'albums et des titres plus ou moins connus comme "Reflection" qui servira de sample à la musique 90MH de l'artiste Trefuego.

## Albums
|       | Date de sortie    | Titre                                    | La norme | Numéro de produit    |
| ----- | ----------------- | ---------------------------------------- | -------- | -------------------- |
| 1er   | 25 Aout 1985      | Sarah's Crime                            | LP / CD  | ALR-28069 / 32XA-58  |
| 2e    | 25 Février 1986   | Chat d'été                               | LP / CD  | ALR-28077 / 32XA-58  |
| 3ème  | 28 novembre 1986  | Reality In Love                          | LP / CD  | ALR-28091 / 32XA-102 |
| 4ème  | 25 octobre 1987   | Story                                    | LP / CD  | ALR-28104 / 32XA-177 |
| 5ème  | 25 février 1988   | ISIS                                     | LP / CD  | ALR-28105 / 32XA-200 |
| 6ème  | 25 juillet 1989   | Rhaspody in the twilight                 | CD       | 29A2-22              |
| 7ème  | 10 septembre 1990 | Little Rascal                            | CD       | ALCA-60              |
| 8ème  | 29 juin 1994      | Premiere                                 | CD       | ALCA-155             |
| 9ème  | 25 octobre 1995   | Drive my car                             | CD       | ALCA-5050            |
| 10ème | 24 juillet 1996   | Color of the seasons                     | CD       | ALCA-5090            |
| 11ème | 21 octobre 2009   | Somewhere down the road                  | CD       | ZQPT-1001            |
| 12ème | 2 septembre 2019  | Broken belief                            | CD       |                      |
| 13ème | 19 novembre 2020  | Tokyo love story                         | CD       |                      |
| 14ème | 19 novembre 2020  | Hitotsubu No Umi (reality in love remix) | CD       |                      |